# Еокріноїдеї
Еокріноїдеї (Eocrinoidea) — викопний клас голкошкірих (Echinodermata), який існував з кембрію до силуру, особливо багато представлений у кембрії. Це парафілетична група, яка, мабуть, була предком шести інших класів голкошкірих: Rhombifera, Diploporita, Coronoidea, Blastoidea, Parablastoidea та Paracrinoidea.
Найдавніші роди мали коротку ніжку та нерівномірні структурні пластини. Пізніші форми мали трохи більшу, але слабо розвинену ніжку та правильні ряди пластин. Навколо рота розміщувалось 5 або 10 амбулакральних щупалець, як і у сучасних морських лілій.